# الفائجة
الفائجة هي قرية سعودية تابعة لمحافظة العرضيات، التابعة لمنطقة مكة المكرمة في السعودية في ربوع بني بحير . يوجد بها وادي قنونا، وسوق يوم الأربعاء الشعبي وتعتبر أكبر قرية في وادي قنونا. يقع على جهتها الجنوبية بمسافة 7 كيلومتر سوق حباشة التاريخي الذي وقف فيه النبي محمد، ويوجد بها مركز قنونا.

## الأودية
- وادي قنونا
- وادي حضره في الشمال الغربي
- وادي حويه في الشرق
- وادي الخالف في الشمال الشرقي
- وادي المعقل في الجنوب

## الجبال المحيطة بها
- جبل عنان يحيط بها في إتجاه الشمال
- جبل الثبج يحيط بها في إتجاه الشمال الغربي
- جبل الرويشد يحيط بها في إتجاه الغرب